# Col·lisió entre Andròmeda i la Via Làctia

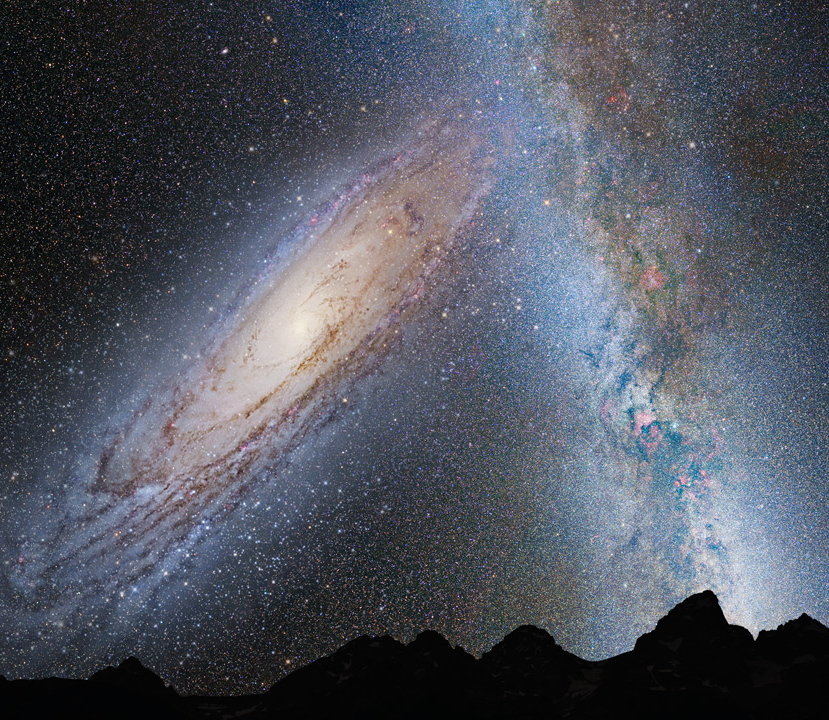
Visió ampliada de les primeres fases d'una futura col·lisió entre Andròmeda i la Via Làctia

La col·lisió entre Andròmeda i la Via Làctia és una col·lisió galàctica prevista per d'aquí a 3.000 milions d'anys entre les dues galàxies més grans del Grup Local, la Via Làctia i Andròmeda. Se la posa com a exemple del tipus de fenòmens associats a tals col·lisions en les simulacions. Com en les altres col·lisions d'aquest tipus, és improbable que els objectes com ara els estels que hi ha dins de cada galàxia arribin a col·lidir, ja que les galàxies, de fet, són molt disperses. L'estel més proper al Sol es troba a gairebé trenta milions de diàmetres solars de la Terra. Si la teoria és correcta, els estels i el gas d'Andròmeda podran veure's a ull nu des de la Terra (si hi queda algú) d'aquí a més o menys tres mil milions d'anys. Si la col·lisió té lloc, ambdues galàxies es fusionaran en una galàxia més gran.
Frank Summers, del Space Telescope Science Institute, ha creat una visualització CGI d'aquest esdeveniment, basant-se en les investigacions dels catedràtics Chris Mihos, de la Case Western Reserve University, i Lars Hernquist, de la Universitat Harvard.
Aquest tipus de col·lisions és relativament comú; per exemple, es creu que Andròmeda va col·lidir amb almenys una altra galàxia en el passat.
És possible, però no segur, que el nostre sistema solar sigui expulsat de la nova galàxia en algun moment durant la col·lisió. Això no tindria cap efecte advers en el sistema. Les possibilitats d'algun tipus de danys al Sol o als planetes són remotes. De tota manera, la vida a la Terra ja no existirà en la forma actual, ja que l'augment de temperatura impediria la presència d'aigua líquida.